# Nguyễn Cộng Hòa
Nguyễn Cộng Hòa là một sĩ quan cấp cao trong Quân đội nhân dân Việt Nam, hàm Trung tướng, giữ chức Phó Chủ nhiệm Thường trực Ủy ban kiểm tra Quân ủy Trung ương. từ năm 2011 đến 2015.

## Thân thế và sự nghiệp
Trước năm 2008, từng đảm nhiệm chức vụ Cục trưởng Cục Chính trị Quân chủng Hải quân
Năm 2008, bổ nhiệm giữ chức Phó Chính ủy Quân chủng Hải quân.
Năm 2011, bổ nhiệm giữ chức Phó Chủ nhiệm Thường trực Ủy ban kiểm tra Quân ủy Trung ương.
Thiếu tướng (2008), Trung tướng (2011) ông quê ở Vũ Quang - Hà Tĩnh